# Callidula aureola
Callidula aureola es una polilla de la familiar Callidulidae. Fue descrito por primera vez en 1905 por Charles Swinhoe. Se encuentra en la isla de Obira en Indonesia.